# Список произведений Антона Рубинштейна
Данный список содержит произведения композитора Антона Рубинштейна.

## Оркестровые сочинения

### Симфонии
- Симфония № 1 фа мажор, op. 40
- Симфония № 2 до мажор «Океан» (1851; ред. 1863, 1880), op. 42
- Симфония № 3 ля мажор, op. 56
- Симфония № 4 ре минор «Драматическая» (1874), op. 95
- Симфония № 5 соль минор (1880), op. 107
- Симфония № 6 ля минор (1886), op. 111

### Симфонические произведения
- Симфоническая поэма «Фауст» (1864), op. 68
- Симфоническая поэма «Иван Грозный» (1869), ор. 79
- Симфоническая поэма «Дон Кихот», op. 87
- Героическая фантазия, op. 110
- Триумфальная увертюра, ор. 43
- Концертная увертюра си-бемоль мажор, ор. 60
- Увертюра «Антоний и Клеопатра», ор. 116
- Сюита ми-бемоль мажор (1894), ор. 119
- Торжественная увертюра для большого оркестра (1894), Op. 120

## Концерты

### Для фортепиано с оркестром
- Концерт для фортепиано с оркестром № 1 ми минор (1850), op. 25
- Концерт для фортепиано с оркестром № 2 фа мажор (1851), op. 35
- Концерт для фортепиано с оркестром № 3 соль мажор (до 1854), op. 45
- Концерт для фортепиано с оркестром № 4 ре минор (1864), op. 70
- Концерт для фортепиано с оркестром № 5 ми-бемоль мажор (1874), op. 97
- Концертштюк для фортепиано с оркестром ля-бемоль мажор (1889), op. 113
- Фантазия для фортепиано с оркестром (или без оркестра) до мажор, op. 84
- Русское каприччио для фортепиано с оркестром до минор (1878), ор. 102

### Для других инструментов
- Концерт для виолончели с оркестром № 1 op. 65
- Концерт для виолончели с оркестром № 2 ре минор op. 96
- Концерт для скрипки с оркестром соль мажор (1857) op. 46
- Романс и каприччио для скрипки с оркестром оp. 86

## Оперы
- «Дмитрий Донской» (1849/1850)
- «Сибирские охотники» (1852)
- «Месть» (1852)
- «Фомка-дурачок» (1853?)
- «Дети степей» (1861)
- «Фераморс» (1862)
- «Демон» (1871)
- «Маккавеи» (1872—1874)
- «Нерон» (1875—1876)
- «Купец Калашников» (1880)
- «Среди разбойников» (комическая) 1883
- «Попугай» (1884)
- «Горюша» (1888)

## Духовные оперы и кантаты
- Опера «Христос», op. 117
- Опера «Потерянный рай»
- Опера «Вавилонская башня»
- Опера «Моисей»
- Библейская сцена в 5 картинах — «Суламифь»
- «Русалка» (кантата для соло, женского хора и оркестра, 1861), ор. 63
- Кантата «Утро», ор. 74

## Балет
- «Виноградная лоза» (1881)

## Произведения для фортепиано соло
- Этюд «Ундина», ор. 1
- Две фантазии на известные русские песни, ор. 2
- Две мелодии, op. 3 (1. Фа мажор, 2. Си-бемоль мажор)
- Мазурка-фантазия, ор. 4
- Три пьесы, ор. 5
- Тарантелла, ор. 6
- Каприс, ор. 7
- Три пьесы, ор. 8 (1. Народная песня 2. Мечтание 3. Экспромт)
- «Каменный остров» (24 пьесы для фортепиано), ор. 10
- Соната № 1 ми минор, ор. 12
- «Бал» (фантазия для фортепиано в 10 частях), ор. 14
- Вальс ля-бемоль мажор № 4, ор. 14
- Три пьесы, ор. 16
- Соната № 2 до минор, ор. 20
- Три каприса, ор. 21 (1. Фа-диез мажор, 2. Ре минор, 3. Ми-бемоль мажор)
- Три серенады, ор. 22 (1. Фа мажор, 2. Соль минор, 3. Ми-бемоль мажор)
- Шесть этюдов, ор. 23
- Шесть прелюдий, ор. 24
- Две пьесы, ор. 26
- Две пьесы, ор. 28 (1. Ноктюрн си-бемоль мажор 2. Каприс ми-бемоль мажор)
- Два траурных марша, ор. 29
- Две пьесы, ор. 30 (1. Баркарола фа минор, 2. Пьеса ре минор)
- Акростихон, ор. 37
- Сюита из 10 частей, ор. 38
- Соната № 3 фа мажор, ор. 41
- «Шесть вечеров в Санкт-Петербурге», ор. 44
- Романс ми-бемоль мажор № 1, ор. 44
- Три баркаролы, (1. — ор. 45bis, 2. — op. 50bis, 3. — no op. number)
- Шесть пьес для фортепиано, ор. 51 (1. Меланхолия 2. Шутливость 3. Мечтание 4. Каприс 5. Страсть 6. Кокетство)
- Шесть фуг в свободном стиле, ор. 53
- Пять пьес, ор. 69
- Три пьесы, ор. 71 (1. Ноктюрн ля-бемоль мажор)
- Альбом Петергофа (12 пьес), ор. 75
- Фантазия ми минор, ор. 77
- Шесть этюдов, ор. 81
- Семь национальных танцев, ор. 82
- Фантазия до мажор, ор. 84
- Тема и 12 вариаций соль мажор, ор. 88
- Пьесы для фортепиано, ор. 93 (1. Баллада 2. Два больших этюда 3. Думка и полонез 4. Баркарола ля минор ор. 93 № 4 5. Скерцо 6. Русские серенады 7. Новая мелодия и экспромт 8. Вариации 9. Миниатюры)
- Соната № 4 ля минор, ор. 100
- Шесть пьес, ор. 104
- 9 пьес для фортепиано «Музыкальные вечера», ор. 109
- Акростихон № 2, ор. 114
- Дрезденский сувенир, ор. 118

## Произведения для фортепиано в четыре руки
- Шесть характеристических картин для фортепиано в четыре руки (не позже 1858), ор. 50
- Фантазия для двух фортепиано фа минор, ор. 73
- Соната для фортепиано в 4 руки, ор. 89
- «Костюмированный бал» (сюита из 20-ти характеристичных пьес) ор. 103

## Камерная музыка

### Фортепиано
- Октет для фортепиано, струнных и духовых, ор. 9
- 9 салонных пьес, ор. 11 (1-3 для скрипки и фортепиано, 4-6 для виолончели и фортепиано, 7-9 для альта и фортепиано)
- Два фортепианных трио, ор. 15 (1. фа мажор, 2. соль минор)
- Три квартета, ор. 47 (1. ми минор, 2. си-бемоль мажор, 3. ре минор)
- Фортепианное трио № 3 си-бемоль мажор, ор. 52
- Квинтет для фортепиано и духовых, ор. 55
- Квартет для фортепиано и струнных, ор. 66
- Фортепианное трио № 4 ля мажор, ор. 85
- Два квартета, ор. 90 (1. соль минор, 2. ми минор)
- Секстет для струнных ре мажор, ор. 97
- Квинтет для фортепиано и струнных соль минор, ор. 99
- Фортепианное трио № 5 до минор, ор. 108

### Струнные
- Три струнных квартета, ор. 17 (1. соль мажор, 2. до минор, 3. фа мажор)
- Струнный квинтет, ор. 59 (фа мажор, аранжирован также как фортепианный квартет)
- Два струнных квартета, ор. 106 (1. ля-бемоль мажор, 2. фа минор)

### Скрипка
- Соната для скрипки и фортепиано № 1 соль мажор, ор. 13
- Соната для скрипки и фортепиано № 2 ля минор, ор. 19
- Соната для скрипки и фортепиано № 3 си-бемоль минор, ор. 98

### Альт
- Соната для альта и фортепиано фа минор, ор. 49

### Виолончель
- Три пьесы для виолончели и фортепиано (1854), ор. 11/3
- Соната для виолончели и фортепиано № 1 ре мажор (1852), ор. 18
- Соната для виолончели и фортепиано № 2 соль мажор (1857), ор. 39

## Вокальные сочинения

### Песни
- Шесть пьес, ор. 8 (1850; 1. Мечта, 2. Ощущение весны, 3. Листик, 4. Цветок, 5. Тоска, 6. Шкипер)
- Песни, ор. 27
- Русские песни, ор. 31
- 6 песен на стихи Гейне, ор. 32
- 6 немецких песен, ор. 33
- «Персидские песни», вокальный цикл из 12 песен на слова Мирза Шафи, ор. 34
- 12 русских песен, ор. 48
- 6 немецких песен, ор. 57
- Сцена и ария «А правда ли это?» для сопрано в сопровождении оркестра и фортепиано, ор. 58
- Три песни, ор. 61
- 3 песни. ор. 62
- Басни, ор. 64
- 6 песен на немецкие тексты, ор. 67
- 6 немецких песен, ор. 72
- 6 немецких песен, ор. 76
- 12 русских фольклорных песен, ор. 78
- 10 песен, ор. 83
- Песня и реквием для хора, ор. 91
- Две песни для хора с оркестром, ор. 92
- 12 пьес на слова Толстого, ор. 101
- 10 песен на сербские мелодии, ор. 105
- 10 немецких песен, ор. 115

### Романсы
- «Молитва» (1844)
- «Кинжал» (1849)
- «Парус» (1849)
- «Тучки небесные» (1849)
- «Утёс» (1849)
- «Слышу ль голос твой» (1851)
- «Ангел» (1852)
- «Горные вершины» (дуэт, 1852)
- «Еврейская мелодия»
- «Она поёт — и звуки тают» (1879)
- «Желанье» (стихи М. Лермонтова, 1850)
- «Ночь» (стихи А. Пушкина)
- «Певец»
- «Азра» (стихи Г. Гейне—П. Чайковский)
- «Разбитое сердце» (стихи — Р. Левенштейн, пер. — В. Крылов)
- «Узник» (стихи А. Пушкина)

## Произведения без опуса
- Баллада «Перед воеводой» (1891)
- Баркарола № 4 соль мажор
- Баркарола № 5 (см. ор. 93)
- Баркарола № 6 до минор
- Этюд на неправильных нотах до мажор
- Фантазия на венгерские мелодии
- Экспромт
- Меланхолия
- Три характеристические пьесы (1. Русская песня 2. Ноктюрн на воде 3. Водопад)
- Вальс-каприс ми-бемоль мажор (опус: н\а)
- Каденции к фортепианным концертам Бетховена
- Романс для скрипки и фортепиано
- Транскрипции для фортепиано